# 岡山市立古都小学校
岡山市立古都小学校（おかやましりつ こづしょうがっこう）は、岡山県岡山市東区古都宿にある公立小学校。

## 概要
全校児童182人（令和2年現在）の学校であり、児童は古都宿・矢津・藤井・宍甘・古都南方・鉄の古都学区からの通学者が主である。
古都学区はぶどう作りが盛んなため、3年生の総合学習の時間では学校近隣のぶどう栽培農家によってぶどう作りの指導が行われている。
また、2年生では最寄駅である東岡山駅からJRを使っての『電車でGO！』という校外学習で中庄・マスカットスタジアムへ、4年生では岡山市立少年自然の家への山の学校、5年生では岡山県渋川青年の家へ海の学校、6年生では関西方面へ修学旅行へ行く。

## 沿革
- 1872年 （明治5年） 8月 - 古津小学校設立[3]。
- 1874年 （明治7年） - 古津小学校開校[4]。
- 1877年 （明治10年） - 校舎を新築し古都小学校に改称。
- 1887年 （明治20年） - 尋常古都小学校に改称。
- 1941年 （昭和16年） - 国民学校令により古都国民学校に改称。
- 1947年 （昭和22年） - 学制改革により古都小学校に改称。
- 1953年 （昭和28年） - 11町村1地域の新設合併により西大寺市が成立したことに伴い西大寺市立古都小学校に改称。
- 1963年 （昭和38年） - 特殊学級を設置する。
- 1969年 （昭和44年） - 西大寺市の岡山市への編入合併に伴い現校名である岡山市立古都小学校に改称。
- 2000年 （平成12年） - 地域特産のブドウの栽培を開始[2]。

## 教育目標
心豊かにたくましく生きる児童の育成
元気な子 やさしい子 考える子

## 通学区域
- 岡山市東区 宍甘、矢津、古都宿、藤井、鉄、古都南方[6]

## 主な進学先
- 岡山市立旭東中学校

## 交通
- 西日本旅客鉄道（JR西日本）山陽本線東岡山駅より徒歩23分。

## 通学区域が隣接している学校
- 岡山市立江西小学校
- 岡山市立浮田小学校
- 岡山市立城東台小学校
- 岡山市立角山小学校
- 岡山市立雄神小学校
- 岡山市立西大寺小学校
- 岡山市立芥子山小学校
- 岡山市立財田小学校
- 岡山市立竜之口小学校
- 岡山市立牧石小学校